# Lauchert
La Lauchert est une rivière allemande de 60 km de long qui coule dans le land de Bade-Wurtemberg. Elle est un affluent du Danube qu'elle rejoint à Sigmaringendorf.